# Tapati

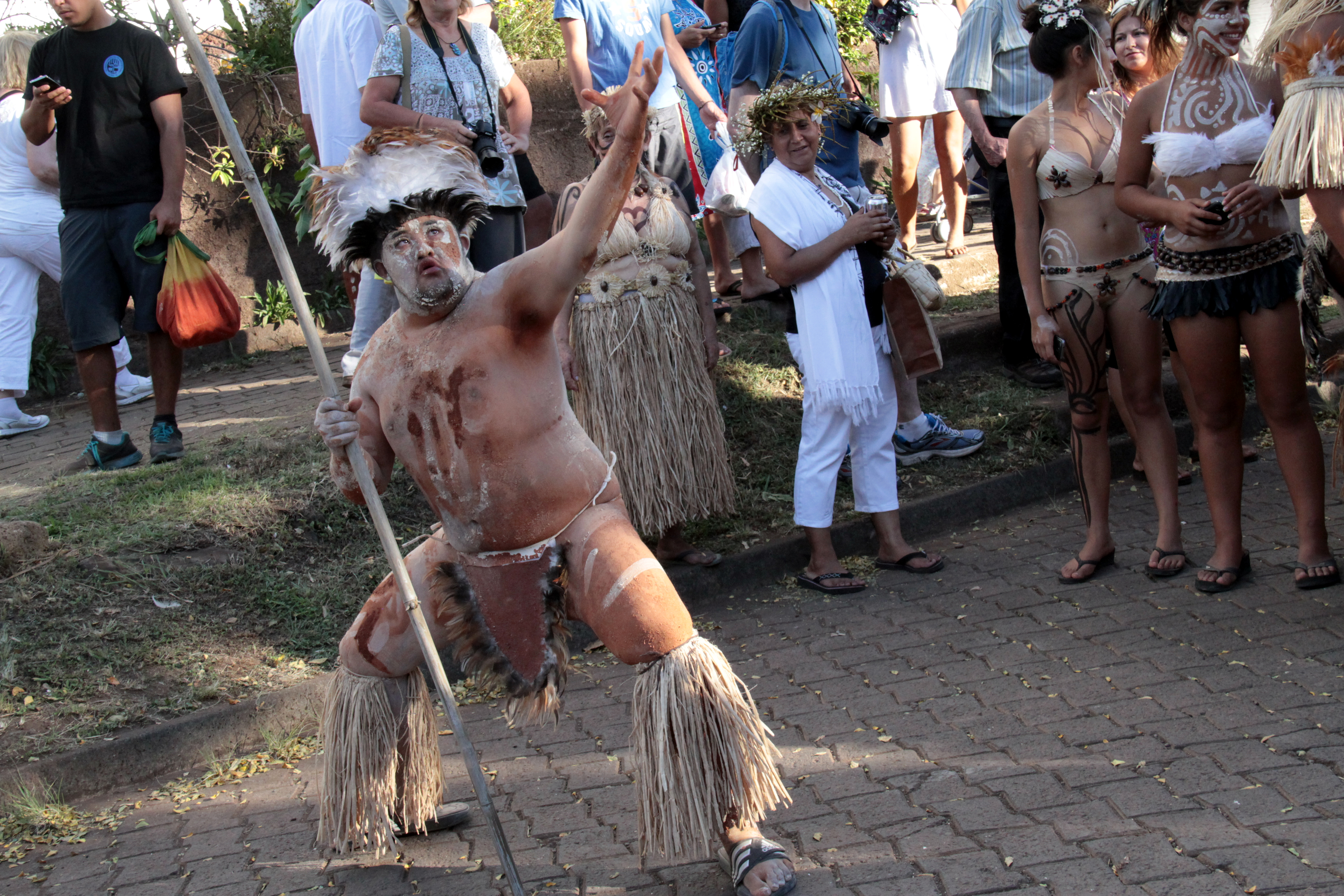
Un rapanui durante la fiesta de Tapati.

Tapati es una festividad más relevante que se realiza en Rapa Nui , de hecho su nombre “Tapati Rapa Nui” significa literalmente Semana Rapa Nui. Esta se realiza todos los años entre fines de enero y el término de la primera quincena de febrero. Esta festividad se realiza desde el reconocimiento de la ciudadanía Chilena a los isleños en 1966.La que comenzó siendo una fiesta solo entre  los Rapa Nui como homenaje a sus ancestros, ahora es una instancia para compartir la cultura con los turistas que llegan en esa época del año. Pero  aun así esta fiesta no está hecha para los turistas ,sino que para la comunidad Rapa Nui
En 2021 se realizó la primera Tapati sin turistas debido a la pandemia de COVID-19, sin embargo en Rapa Nui el coronavirus fue rápidamente controlado en abril de 2020 y después de eso no se volvieron a registrar casos de la enfermedad.

## Competencias

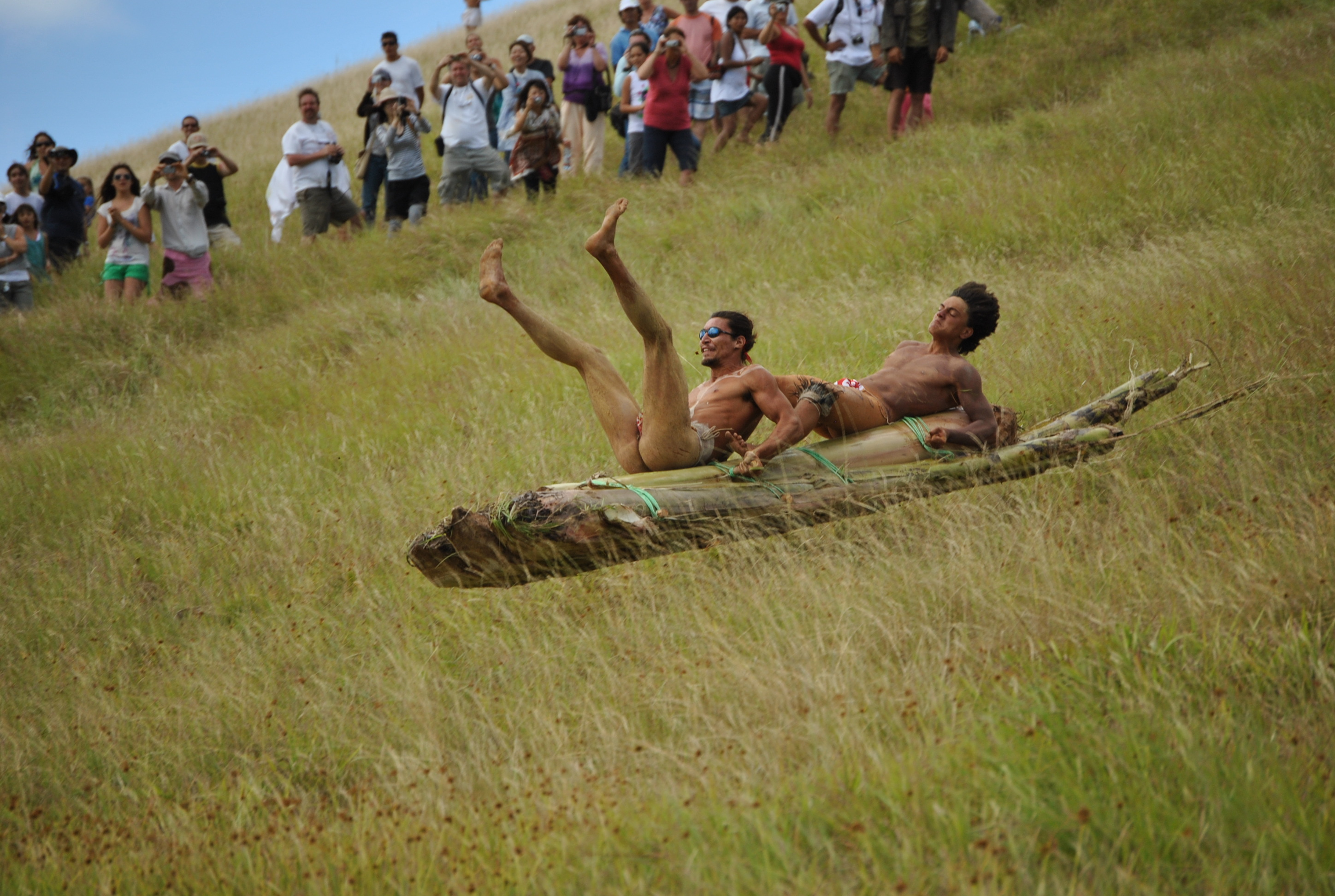
Haka Pei.

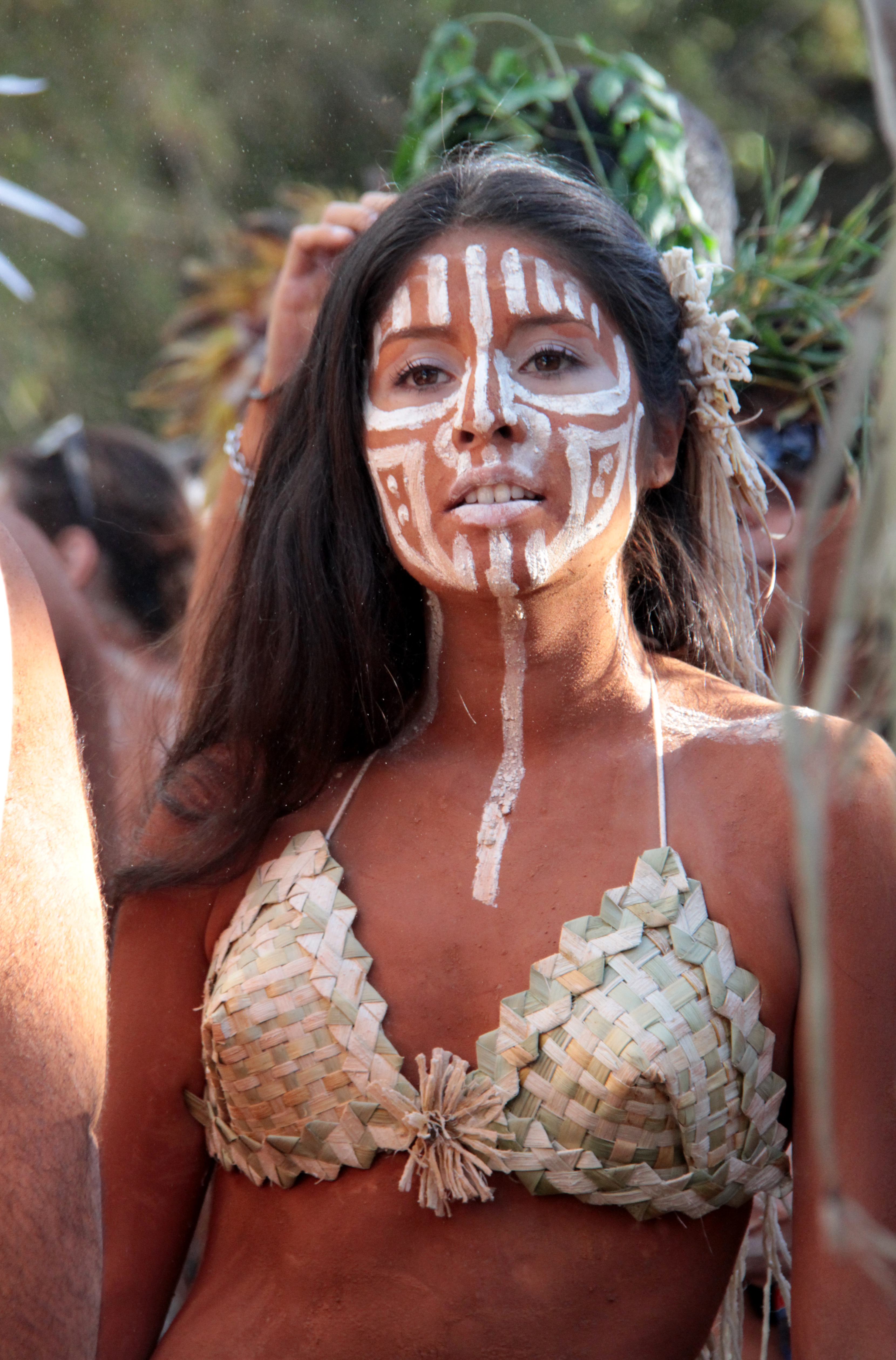
Joven pintada para la fiesta de Tapati.

Estas pretenden recrear los deportes ancestrales como: 
- Vaka Tuai: cada equipo debe recrear una embarcación tradicional polinésica para luego viajar en ella.
- Takona: competencia de pintura corporal. Los competidores mantienen la técnica de mezclar pigmentos naturales y de describir ante la comunidad el significado de su pintura.
- Riu: competencia donde se interpretan cantos ancestrales que narran o cuentan historias épicas y leyendas del pueblo rapanui.
- Koro Haka Opo: competencia de grupos musicales representativos de cada alianza, donde se destaca la habilidad coral de los participantes al interpretar temas en forma alternada con los grupos rivales, sin repetir ni equivocarse en las letras.
- Haka Pei: competencia donde arriesgados jóvenes se deslizan en troncos de plátanos en la pendiente de 45° y 120 m de longitud del cerro Pu'i (también escrito como cerro Puhi). Los deportistas alcanzan velocidades de hasta 80 km/h
- Pora: competencia de nado sobre un flotador de totora. Mide la resistencia y destreza de los competidores que cubren una distancia de 1.500 m, con trajes típicos y pintura corporal.
- Tau'a Rapa Nui: competencia deportiva que se desarrolla en Rano Raraku. A modo de triatlón, se alternan tres modalidades de carreras tradicionales: Vaka Ama (canotaje en pequeñas embarcaciones de totora), natación con Pora (flotador de totora) y Aka Venga (correr con dos cabezas de plátanos transportadas en una varilla sobre los hombros).
- Titingi Mahute: competencia de trabajo con mahute con la cual después de procesar la materia prima, se confeccionan trajes típicos.